# Стівен Мілн
Сті́вен Мілн (англ. Stephen Milne, нар. 29 квітня 1994, Інвернесс, Шотландія, Велика Британія) — британський плавець, срібний призер Олімпійських ігор 2016 року.

## Виступи на Олімпійських іграх
| Олімпіада | Дисципліна             | Місце |
| --------- | ---------------------- | ----- |
| Ріо 2016  | 400 м вільним стилем   | 17    |
| Ріо 2016  | 1500 м вільним стилем  | 10    |
| Ріо 2016  | 4×200 м вільним стилем | 2     |